# Coleophora staehelinella
Coleophora staehelinella là một loài bướm đêm thuộc họ Coleophoridae. Nó được tìm thấy ở miền nam Pháp và Tây Ban Nha.
Ấu trùng ăn Staehelina dubia. Larvae can be được tìm thấy ở spring.